# Ahmed Boulane
Ahmed Boulane (أحمد بولان Salé, Marroc, 1 de gener de 1956) és un director de cinema, productor i guionista marroquí. Conegut com l'enfant terrible du cinéma marocain per les seves travessias amb els periodistes i els seus companys de cinema, se'l considera un dels directors més reeixits del Marroc.

## Biografia
Després d'una estada treballant al teatre i a la ràdio com a actor al Marroc i després a viure a Itàlia, va tornar al Marroc on va treballar durant 25 anys en diferents càrrecs de la indústria cinematogràfica: actor, director de localització, cap de producció, director de càsting i primer ajudant de direcció. Va ser primer ajudant de direcció en més de cinquanta llargmetratges internacionals per a directors de renom, com ara Giuliano Montaldo, Carlo Di Palma, Alan J. Pakula, Philippe de Broca, Jean Delannoy i John Landis, entre d'altres.
El seu primer curtmetratge, Voyage dans le passé va rebre el prestigiós premi Vatican al 7è Festival de Cinema Africà de Milà i va llançar el seu somni de convertir-se en director de llargmetratges.
El seu primer llargmetratge, Ali, Rabiaa et les Autres... va ser retirat de les sales de cinema pocs dies després de la seva estrena, considerat massa controvertit per al Marroc, però va guanyar diversos premis internacionals per aquest projecte.
Malgrat una producció caòtica on els permisos van ser denegats a última hora per certes administracions marroquines, el seu segon llargmetratge, Les Anges de Satan, , va ser el primer a la taquilla al Marroc el 2008, per davant de pel·lícules com Harry Potter i 300.
Les seves pel·lícules més recents són Le Retour du Fils de 2011, i La Isla, una coproducció amb Espanya estrenada el 2016.
El 2019 Ahmed Boulane va publicar el seu primer llibre Ma vie est belle, traduït a l'anglès per Dana Schondelmeyer (What a Beautiful Life), una memòria de la seva infància, adolescència i principis dels anys vint.
El 2019 va ser nominat com a cap del gran jurat dels Golden Movie Awards Africa.

## Filmografia
- 1990: Plateau idéal (director)
- 1990: Crime imparfait (director)
- 1993: Adopte-moi (director)
- 1996: Voyage dans le passé (director, productor, guionista)
- 2000: Ali, Rabiaa et les Autres...... (director, productor, guionista)
- 2001: Midnight Fly (co-productor)
- 2002: Fetching Water i Go karts (director)
- 2002: Casablanca, Casablanca (coguionista)
- 2003: Moi, ma mère et Betina (director, guionista)
- 2007: Les Anges de Satan (director, productor, guionista)
- 2011: Le Retour du Fils (director, productor, guionista)
- 2015: La Isla (director, productor, guionista)

Actor
- 1977: El Kanfoudi de Nabil Lahlou
- 1979: Le Gouverneur général de Nabil Lahlou
- 1981: Rollover de Alan J. Pakula
- 1982: Al Jamra de Farida Bourkia
- 1983: Afghanistan pourquoi ? de Abdellah Mesbahi
- 1985: Ishtar de Elaine May
- 1987: Deadline de Richard Stroud
- 1988: Der Aufsteiger de Peter Kevilc
- 1989: Les 1001 nuits de Philippe de Broca
- 1990: Un submarí a les estovalles de Ignasi P. Ferré
- 1992: L'Enfant lion de Patrick Grandperret
- 1993: Enfance volée de Hakim Noury
- 1994: Marie de Nazareth de Jean Delannoy
- 1994: King David de Robert Markowitz
- 1996: Aouchtam de Mohamed Ismaïl
- 1997: Di cielo in cielo de Roberto Giannarelli
- 1997: Solomon de Roger Young
- 1997: Marrakech Express de Gillies MacKinnon
- 1998: The Seventh Scroll de Kevin Connor
- 1999: Passeur d'enfants de Franck Apprederis
- 2000: Ali, Rabiaa et les Autres...... de Ahmed Boulane
- 2001: Le Piano de Lahcen Zinoun
- 2002: Casablanca, Casablanca de Farida Belyazid
- 2003: Jawhara de Saâd Chraïbi
- 2004: Story of One de Nick Murphy
- 2005: Suspect de Mohamed Caghat
- 2006: Les Anges de Satan de Ahmed Boulane
- 2007: Al Kadia de Noureddine Lakhmari
- 2007: Whatever Lola Wants de Nabil Ayouch
- 2008: Cicatrice de Mehdi Salmi
- 2011: Le Retour du Fils de Ahmed Boulane
- 2013: Prisoners of the Sun de Roger Christian
- 2015: La Isla de Ahmed Boulane
- 2016: Julie - Aicha de Ahmed Maanouni
- 2017: Razzia de Nabyl Ayouch
- 2018: Instinto de Carlos Sedes
- 2019: The Spy de Raf Gideon
- 2020: Los Favoritos of Mida de Mateo Gil
- 2020: Rauhantekijä de Antti jussi Annilla
- 2021: " Bab Labhar TV series de Chawki laoufir opruduced de Ali In.
- 2022: " Los frad " TV Serie de Mariano Barroso.